# Curiohaus-Prozesse

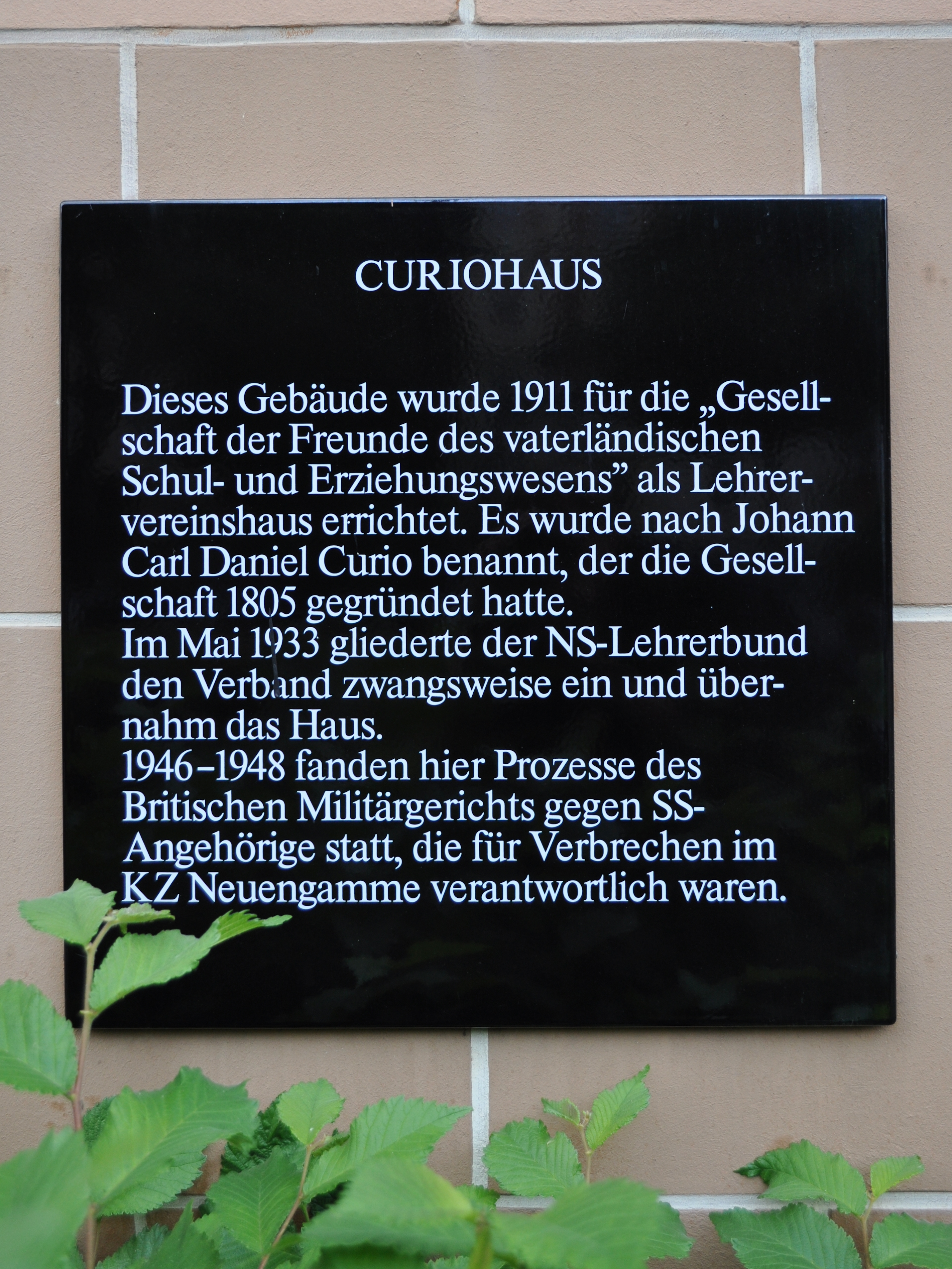
Gedenktafel am Curiohaus

Die Curiohaus-Prozesse waren britische Militärgerichtsprozesse, die nach dem Ende des Zweiten Weltkrieges bis Dezember 1949 im Hamburger Curiohaus stattfanden. Von den 329 britischen Militärgerichtsverfahren fanden 188 an diesem Ort statt; es standen 445 Männer und 59 Frauen vor Gericht. Es wurden 102 Todesurteile gefällt und 267 Haftstrafen verhängt.
Mit dem Begriff Curiohaus-Prozess ist in der Regel der Neuengamme-Hauptprozess des britischen Militärgerichts gegen Täter und Verantwortliche des KZ Neuengamme gemeint, in dem auch die Ermordung von 20 Kindern im Nebenlager Bullenhuser Damm verhandelt wurde. Weitere britische Kriegsverbrecherprozesse, die im Curiohaus durchgeführt wurden, waren u. a. der Testa-Prozess, sieben Ravensbrück-Prozesse, sowie der Prozess gegen einen Täter des KZ Bergen-Belsen.

## Prozesse gegen KZ-Wachmannschaften

### Neuengamme
Der Neuengamme-Hauptprozess fand vom 18. März bis zum 3. Mai 1946 im Hamburger Curiohaus statt. Dabei standen 14 leitende SS-Führer und Aufseher unter Anklage, darunter der Lagerkommandant Max Pauly, der SS-Standortarzt Alfred Trzebinski sowie der Schutzhaftlagerführer Anton Thumann. Elf Todesurteile wurden ausgesprochen, die am 8. Oktober 1946 im Zuchthaus Hameln durch Hängen vollstreckt wurden.
In sieben Folgeprozessen mussten sich an diesem Ort weitere 15 Angeklagte wegen ihrer Verbrechen im Hauptlager Neuengamme verantworten. Es kam zu zwölf Todesurteilen, von denen acht bestätigt und vollstreckt wurden (darunter Albert Lütkemeyer). Neben Trzebinski wurden in einem Folgeprozess im Juli 1946 weitere unmittelbar am Kindermord Beteiligte zum Tode verurteilt und im Oktober 1946 hingerichtet: Ewald Jauch und Johann Frahm. Bezüglich der Ermordung von den 20 Kindern wurden auch der SS-Arzt Kurt Heißmeyer, der SS-Arzt Hans Klein und der SS-Obersturmführer Arnold Strippel belastet, derer man aber noch nicht habhaft geworden war.
Fast alle Prozesse, die wegen eines Verbrechens im KZ Fuhlsbüttel oder in einem der Außen- und Nebenlager des Konzentrationslagers Bergen-Belsen durchgeführt wurden, fanden ebenfalls im Curiohaus statt. Dabei standen als Beschuldigte leitende SS-Offiziere, im Wachdienst eingesetzte SS-Männer, Wehrmachts- und Zollangehörige, Aufseherinnen sowie einige Funktionshäftlinge und Firmenmitarbeiter vor Gericht.

### Bergen-Belsen
Am 16. April 1948 stand der Führer des Wachbataillons vom KZ Bergen-Belsen, der SS-Hauptsturmführer Kurt Meyer vor Gericht. Er bestritt die Vorwürfe, alliierte Häftlinge und eine Polin in Bergen-Belsen misshandelt zu haben. Er erklärte, er habe in seiner Funktion keinen freien Zutritt zum Schutzhaftlager gehabt. Die Zeugenaussagen widersprachen sich. Sein Verteidiger machte eine mögliche Personenverwechslung geltend. Meyer wurde im hier verhandelten dritten Bergen-Belsen-Prozess zu lebenslanger Haft verurteilt, kam aber 1954 vorzeitig frei.

### Ravensbrück
Sieben Ravensbrück-Prozesse wurden in Hamburg geführt.
Gegen die ehemaligen Aufseherinnen Helene Massar und Lina Hillebrecht wurde 1947 in Rastatt vor einem französischen Militärgericht verhandelt.

## Testa-Prozess
Der erste Prozess im Curiohaus verhandelte vom 1. bis 8. März 1946 gegen drei Personen der Firma Tesch & Stabenow (Testa), die Zyklon B auch an Konzentrationslager geliefert hatte. Ihnen wurde vorgeworfen, Giftgas zur Tötung alliierter Staatsangehöriger geliefert zu haben mit vollem Bewußtsein, daß das erwähnte Gas so benutzt werden wird. Nach Zeugenaussage eines Buchhalters der Firma, der sich auf einen nicht aufgefundenen Reisebericht von  Bruno Tesch bezog, hätte dieser sogar selbst vorgeschlagen, sein Zyklon B zur Tötung von Menschen einzusetzen.
Bruno Tesch und sein Prokurist Karl Weinbacher wurden zum Tode verurteilt; Joachim Drosihn, von Alfonso Stegemann verteidigt, wurde freigesprochen. Die von zahlreichen Personen unterzeichneten Gnadengesuche wurden abgelehnt und die beiden Verurteilten am 16. Mai 1946 im Zuchthaus Hameln gehängt.

## Eck-Prozess
Vom 17. bis 21. Oktober 1945 fand im Curiohaus der nach dem Hauptangeklagten Heinz-Wilhelm Eck benannte Eck-Prozess statt, in dem das Geschehen nach der Versenkung des griechischen Frachtschiffs Peleus durch das von Eck kommandierte deutsche U-Boot U 852 in der Nacht vom 13. auf den 14. März 1944 aufgearbeitet wurde. Neben Eck wurden noch der Zweite Offizier August Hoffmann, der Bordarzt Walter Weispfenning, der Leitende Ingenieur Hans Richard Lenz und der Matrose Wolfgang Schwenker beschuldigt, im Anschluss an die Versenkung Peleus auf Befehl Ecks gezielt auf im Wasser treibende Rettungsflöße und auch auf Überlebende geschossen zu haben. Die Versenkung der Flöße sollte die Rettungschancen Überlebender zunichtemachen, um das Entdecken des U-Boots zu verhindern. Der Prozess endete mit Todesurteilen für Eck, Hoffmann und Weispfenning, die am 30. November 1945 trotz Gnadengesuchen durch Erschießen vollstreckt wurden. Die beiden anderen Angeklagten erhielten Gefängnisstrafen. Dies war der einzige Kriegsverbrecherprozess, der nach dem Zweiten Weltkrieg von den Alliierten gegen Mitglieder deutscher U-Boot-Besatzungen geführt wurde.

## Bremen-Farge Prozess
Vom 19. Dezember 1947 bis zum 24. Februar 1948 wurde der Bremen-Farge Prozeß betreffend das dortige Gestapo-Arbeitserziehungslager durchgeführt. Angeklagt war unter anderen der ehemalige Lagerarzt Walter Heidbreder. Ungeachtet seiner Funktionen als Befehlshaber der Sicherheitspolizei und des SD in Hamburg 1945 („in his capacity of commander of the HAMBURG Security Police B.d.S. HAMBURG“) und als Gestapo-Chef von Bremen war der SS-Obersturmbannführer Alfred Schweder für das britische Militärgericht ein Zeuge der Anklage. Schweder konnte dem Gericht glaubhaft machen, in NS-Deutschland hätten Kriegsgefangene einen Anspruch auf humane Behandlung gehabt („nach den Gesetzen der Humanität“). Und ein ehemaliger Kollege von Schweder sagte ebenfalls als Zeuge der Anklage aus: der SS-Standartenführer Walter Albath, von Oktober 1941 bis September 1943 Chef der Gestapo, und vom 18. Oktober 1943 bis 2. Februar 1945 Inspektor der Sicherheitspolizei und des SD in Düsseldorf.

## Weitere Prozesse gegen Einzelpersonen
Im Dezember 1946 wurde der Gynäkologe Hans Hinselmann wegen der Zwangssterilisation sog. Zigeunermischlinge, die nicht durch das Gesetz zur Verhütung erbkranken Nachwuchses gerechtfertigt waren, zu drei Jahren Haft und einer Geldbuße verurteilt.
Weiterhin stand ab dem 11. Oktober 1948 der SS-Obersturmbannführer Fritz Knöchlein im Curiohaus von Gericht. Er war angeklagt, da Angehörige der unter seinem Befehl stehenden 3. Kompanie im 2. SS-Totenkopf-Regiment (mot.) der SS-Division Totenkopf etwa 100 britische Kriegsgefangene, die in die Hände der SS gefallen waren, am 27. Mai 1940 in dem Massaker von Le Paradis erschossen hatten. Auch Knöchlein wurde schuldig gesprochen und am 21. Januar 1949 in Hameln erhängt.
Vom 23. August 1949 bis zum 19. Dezember 1949 wurde hier gegen den Generalfeldmarschall Erich von Manstein verhandelt. Es war dies der letzte alliierte Kriegsverbrecherprozess.

## Rechtsgrundlage
Grundlage für die britischen Militärgerichtsprozesse gegen deutsche Kriegsverbrecher bildete der Royal Warrant vom 14. Juni 1945. Der Royal Warrant sah eine gelockerte Beweispflicht vor, so dass der Nachweis der organisatorischen Mitverantwortung an Straftaten für eine Verurteilung ausreichte. Ein Prinzip, das die deutsche Nachkriegsjustiz erst in jüngster Vergangenheit gegen hochbetagte potentielle NS-Täter wiederentdeckte. Der Rechtsgrundsatz nulla poena sine lege wurde hier nicht verletzt, weil nur das zur Tatzeit gültige Völkerrecht angewendet wurde. Das Gericht setzte sich aus drei hohen Militärs, einem Ersatz-Richter und einem juristischen Berater ohne Stimmrecht zusammen. Die Verhandlung war öffentlich. Berufung war nicht möglich; Gnadengesuche wurden vom Kriegsminister oder einem beauftragten Generalmajor entschieden.
In diesen Militärgerichtsverfahren wurden nur zwei Gruppen von Tätern unter Anklage gestellt: Erstens Personen, die zum Schaden von britischen Staatsbürgern gegen das Kriegsrecht verstoßen hatten, und zweitens Personen, die im Gebiet der britischen Besatzungszone an Alliierten Verbrechen begangen hatten.
Für britische Militärgerichtsverfahren war der Rechtsbegriff Verbrechen gegen die Menschlichkeit noch unbekannt. Nach jüngerer deutscher Rechtsauslegung reicht die Mitwirkung an einem Vernichtungsprogramm zu einer Verurteilung wegen Beihilfe zu Mord, wobei dem Beschuldigten eine konkrete Einzeltat nicht nachgewiesen werden muss. Einen solchen Ansatz hatte auch die alliierte Rechtsprechung gewählt.

## Rezeption
Mit der Zahl der Kriegsverbrecherprozesse und Verurteilungen stieg ihre Ablehnung in der deutschen Öffentlichkeit. Sie wurden durch weite Teile der Kirchen, Presse, Juristen und Parteien als Siegerjustiz diffamiert. In weiten Teilen der deutschen Bevölkerung geschah eine Solidarisierung mit den als Kriegs- oder NS-Verbrecher Verurteilten.